# Mario Winans
Mario Winans (ur. 29 sierpnia 1974 w Orangeburg jako Mario Brown) – amerykański piosenkarz, kompozytor i producent muzyczny, członek rodziny muzycznej The Winans.

## Życiorys i kariera muzyczna
Mario Winans przyszedł na świat w rodzinie związanej z muzyką gospel. Matka, Vickie Winans (wielokrotnie nagradzana piosenkarka tego gatunku) i ojczym, Marvin Winans (wraz z trzema braćmi członek kwartetu wokalnego), wcześnie wprowadzili syna w świat muzyki. Mario Winans już w młodym wieku zainteresował się grą na perkusji. Nauczył się też grać na fortepianie. Zaraz po ukończeniu szkoły średniej rozpoczął karierę producenta realizując nagrania artystów gospel, w tym Freda Hammonda, The Anointed i The Clark Sisters. Następnie zwrócił się w stronę muzyki świeckiej uczestnicząc w sesjach nagraniowych R. Kelly’ego i Pebbles, po czym postanowił rozpocząć karierę solową. Podpisał kontrakt z wytwórnią Motown Records wydając w 1997 roku pod jej szyldem album, który jednak nie zdobył uznania. Sukces przyniósł mu dopiero drugi album, Hurt No More, wydany w 2004 roku przez Bad Boy Records. Doszedł on do 1 miejsca na liście Top R&B/Hip-Hop Albums tygodnika Billboard sprzedając się w liczbie 223 tysięcy kopii w pierwszym tygodni od chwili wydania. Sukcesem artysty okazał się również wyprodukowany przez niego singel „I Don't Wanna Know” (z samplami P. Diddy’ego i Enyi) z tego samego roku, który doszedł do 2. miejsca na Hot R&B/Hip-Hop Songs i 1. na Rhythmic Top 40.
W 2020 roku z powodu ograniczeń w działalności wywołanych pandemią COVID-19 Mario Winans i Asif Alidina założyli ARTIME – muzyczny rynek mentorski, aby umożliwić twórcom z całego świata bezpośredni dostęp do mentorów-ekspertów z branży muzycznej i rozrywkowej. Znalazły się wśród nich takie osobistości ze świata rozrywki jak: Stevie J, Large Professor, Bink, Om'Mas Keith, Deric “D-Dot” Angelettie, Chucky Thompson, Ron "Amen-Ra" Lawrence, Nashiem Myrick, Adam Blackstone, Fatman Scoop oraz sam Winans
W 2022 roku Winans i Alidina postanowili rozszerzyć ARTIME, tworząc platformę EdTech, która umożliwia naukę online jako alternatywę dla kształcenia uniwersyteckiego.

## Współpraca z innymi artystami
Winans brał udział (jako kompozytor, producent, instrumentalista) w realizacji albumów i pojedynczych utworów takich artystów jak: R. Kelly, P. Diddy, Skrillex, Mary J. Blige, Jay-Z, The Game, Kanye West, Whitney Houston, Beyoncé, The Weeknd, Metro Boomin, The Notorious B.I.G., Maroon 5, Destiny’s Child, Jennifer Lopez, Rick Ross oraz członków własnej rodziny, w tym: CeCe Winans i Vickie Winans.

## Nagrody
Winans był dwukrotnie nominowany do Nagrody Grammy.

## Dyskografia

### Albumy
| Rok                                                                                    | Album                                                                                | Pozycje na listach przebojów | Pozycje na listach przebojów | Pozycje na listach przebojów | Pozycje na listach przebojów | Pozycje na listach przebojów | Pozycje na listach przebojów | Pozycje na listach przebojów | Pozycje na listach przebojów | Pozycje na listach przebojów | Pozycje na listach przebojów | Pozycje na listach przebojów | Pozycje na listach przebojów | Pozycje na listach przebojów | Pozycje na listach przebojów | Certyfikat                    |
| Rok                                                                                    | Album                                                                                | US                           | US R&B                       | GBR                          | AUS                          | AUT                          | BEL (FL)                     | BEL (WA)                     | DAN                          | FRA                          | DEU                          | NLD                          | ITA                          | NZL                          | SWI                          | Certyfikat                    |
| -------------------------------------------------------------------------------------- | ------------------------------------------------------------------------------------ | ---------------------------- | ---------------------------- | ---------------------------- | ---------------------------- | ---------------------------- | ---------------------------- | ---------------------------- | ---------------------------- | ---------------------------- | ---------------------------- | ---------------------------- | ---------------------------- | ---------------------------- | ---------------------------- | ----------------------------- |
| 1997                                                                                   | Story of My Heart - Wydany: 24 czerwca 1997 - Wytwórnia: Motown - Format: CD, LP, MC | —                            | —                            | —                            | —                            | —                            | —                            | —                            | —                            | —                            | —                            | —                            | —                            | —                            | —                            |                               |
| 2004                                                                                   | Hurt No More - Wydany: 20 kwietnia 2004 - Wytwórnia: Bad Boy - Format: CD, LP        | 2                            | 1                            | 3                            | 37                           | 62                           | 94                           | 83                           | 27                           | 22                           | 6                            | 28                           | 42                           | 33                           | 13                           | - USA: złoto - UK: 3× platyna |
| — znak oznacza, że album nie był notowany na listach lub nie był wydany w danym kraju. |                                                                                      |                              |                              |                              |                              |                              |                              |                              |                              |                              |                              |                              |                              |                              |                              |                               |